# ATP Тур 2003
ATP Тур 2003 (англ. 2003 Association of Tennis Professionals (ATP) World Tour) — элитный мировой тур теннисистов-профессионалов, проводимый Ассоциацией Теннисистов Профессионалов (ATP) с января по ноябрь. В 2003 году он включал:
- 4 турнира Большого шлема (проводится Международной федерацией тенниса (англ. International Tennis Federation, ITF));
- 9 турниров в серии ATP Masters;
- 9 турниров в серии ATP International Series Gold;
- 44 турнира в серии ATP International;
- Командный Кубок Мира;
- Кубок Дэвиса (проводится ITF);
- Кубок Мастерс.

## Расписание ATP Тура 2003 года
Ниже представлено полное расписание соревнований по ходу года, включай всех победителей и финалистов турниров — в одиночном, парном и смешанных разрядах.
| Турнир Большого шлема         |
| Кубок Мастерс                 |
| ATP Masters                   |
| ATP International Series Gold |
| ATP International             |
| Командные соревнования        |

### Январь
| Дата начала      | Турнир | Чемпионы (Счёт финала)                      | Финалисты                    |
| ---------------- | --- | ------------------------------------------- | ---------------------------- |
| 30 декабря, 2002 | Международный теннисный турнир в Аделаиде Аделаида, Австралия ATP International $380,000— Хард — 32S/16D Турнир 2003                                               | Николай Давыденко 6-2, 7-6(3)               | Кристоф Влиген               |
| 30 декабря, 2002 | Международный теннисный турнир в Аделаиде Аделаида, Австралия ATP International $380,000— Хард — 32S/16D Турнир 2003                                               | Джефф Кутзе Крис Хаггард 2-6, 6-4, 7-6(6)   | Максим Мирный Джеф Моррисон  |
| 30 декабря, 2002 | Открытый чемпионат Катара Доха, Катар ATP International $1,000,000 — Хард — 32S/16D Турнир 2003                                                                    | Штефан Коубек 6-4, 6-4                      | Ян-Майкл Гэмбилл             |
| 30 декабря, 2002 | Открытый чемпионат Катара Доха, Катар ATP International $1,000,000 — Хард — 32S/16D Турнир 2003                                                                    | Мартин Дамм Цирил Сук 3-6, 6-1, 7-6(4)      | Даниэль Нестор Марк Ноулз    |
| 30 декабря, 2002 | Открытый чемпионат Ченнаи Ченнаи, Индия ATP International $380,000 — Хард — 32S/16D Турнир 2003                                                                    | Парадорн Шричапан 6-3, 6-1                  | Кароль Кучера                |
| 30 декабря, 2002 | Открытый чемпионат Ченнаи Ченнаи, Индия ATP International $380,000 — Хард — 32S/16D Турнир 2003                                                                    | Михаэль Кольманн Юлиан Ноул 7-6(1), 7-6(3)  | Леош Фридль Франтишек Чермак |
| 6 января         | Heineken Open Окленд, Новая Зеландия ATP International $380,000 — Хард — 32S/16D Турнир 2003                                                                       | Густаво Куэртен 6-3, 7-5                    | Доминик Хрбаты               |
| 6 января         | Heineken Open Окленд, Новая Зеландия ATP International $380,000 — Хард — 32S/16D Турнир 2003                                                                       | Дэвид Адамс Робби Кёниг 7-6(5), 3-6, 6-3    | Леош Фридль Томаш Цибулец    |
| 6 января         | Adidas International Сидней, Австралия ATP International $380,000 — Хард — 32S/16D Турнир 2003                                                                     | Ли Хён Тхэк 4-6, 7-6(6), 7-6(4)             | Хуан Карлос Ферреро          |
| 6 января         | Adidas International Сидней, Австралия ATP International $380,000 — Хард — 32S/16D Турнир 2003                                                                     | Пол Хенли Натан Хили 7-6(3), 6-4            | Махеш Бхупати Джошуа Игл     |
| 13 января        | Открытый чемпионат Австралии Мельбурн, Австралия Турнир Большого шлема $4,861,502 — Хард — 128S/128Q/64D/32X Одиночный турнир — Парный турнир Турнир смешанных пар | Андре Агасси 6-2, 6-2, 6-1                  | Райнер Шуттлер               |
| 13 января        | Открытый чемпионат Австралии Мельбурн, Австралия Турнир Большого шлема $4,861,502 — Хард — 128S/128Q/64D/32X Одиночный турнир — Парный турнир Турнир смешанных пар | Микаэль Льодра Фабрис Санторо 6-4, 3-6, 6-3 | Даниэль Нестор Марк Ноулз    |
| 13 января        | Открытый чемпионат Австралии Мельбурн, Австралия Турнир Большого шлема $4,861,502 — Хард — 128S/128Q/64D/32X Одиночный турнир — Парный турнир Турнир смешанных пар | Леандер Паес Мартина Навратилова 6-4, 7-5   | Тодд Вудбридж Элени Данилиду |
| 27 января        | Milan Indoor Милан, Италия ATP International $380,000 — Ковёр (зал) — 32S/16D Турнир 2003                                                                          | Мартин Веркерк 6-4, 5-7, 7-5                | Евгений Кафельников          |
| 27 января        | Milan Indoor Милан, Италия ATP International $380,000 — Ковёр (зал) — 32S/16D Турнир 2003                                                                          | Петр Лукса Радек Штепанек 6-4, 7-6(4)       | Павел Визнер Томаш Цибулец   |

### Февраль
| Дата начала | Турнир | Чемпионы (Счёт финала)                                                                                          | Финалисты                                                                         |
| ----------- | --- | --- | --------------------------------------------------------------------------------- |
| 3 февраля   | Кубок Дэвиса. 2003. 1-й раунд Бухарест, Румыния — Ковёр (зал) Арнем, Нидерланды — Ковёр (зал) Сидней, Австралия — Грунт Хельсингборг, Швеция — Ковёр (зал) Загреб, Хорватия — Ковёр (зал) Севилья, Испания — Грунт Буэнос-Айрес, Аргентина — Грунт Острава, Чехия — Грунт (зал) | Победители Франция 4-1 Швейцария 3-2 Австралия 4-1 Швеция 3-2 Хорватия 4-1 Испания 5-0 Аргентина 5-0 Россия 3-2 | Проигравшие Румыния Нидерланды Великобритания Бразилия США Бельгия Германия Чехия |
| 10 февраля  | Movistar Open Винья-дель-Мар, Чили ATP International $345,000 — Грунт — 32S/16D Турнир 2003 | Давид Санчес 1-6, 6-3, 6-3                                                                                      | Марсело Риос                                                                      |
| 10 февраля  | Movistar Open Винья-дель-Мар, Чили ATP International $345,000 — Грунт — 32S/16D Турнир 2003 | Агустин Кальери Мариано Худ 6-3, 1-6, 6-4                                                                       | Леош Фридль Франтишек Чермак                                                      |
| 10 февраля  | Open 13 Марсель, Франция ATP International $500,000 — Хард (зал) — 32S/16D Турнир 2003 | Роджер Федерер 6-2, 7-6(6)                                                                                      | Йонас Бьоркман                                                                    |
| 10 февраля  | Open 13 Марсель, Франция ATP International $500,000 — Хард (зал) — 32S/16D Турнир 2003 | Себастьян Грожан Фабрис Санторо 6-1, 6-4                                                                        | Павел Визнер Томаш Цибулец                                                        |
| 10 февраля  | Siebel Open Сан-Хосе, США ATP International $380,000 — Хард (зал) — 32S/16D Турнир 2003 | Андре Агасси 6-3, 6-1                                                                                           | Давиде Сангвинетти                                                                |
| 10 февраля  | Siebel Open Сан-Хосе, США ATP International $380,000 — Хард (зал) — 32S/16D Турнир 2003 | Владимир Волчков Ли Хён Тхэк 7-5, 4-6, 6-3                                                                      | Пол Голдстейн Роберт Кендрик                                                      |
| 17 февраля  | Открытый чемпионат Буэнос-Айреса Буэнос-Айрес, Аргентина ATP International $380,000 — Грунт — 32S/16D Турнир 2003 | Карлос Мойя 6-3, 4-6, 6-4                                                                                       | Гильермо Кориа                                                                    |
| 17 февраля  | Открытый чемпионат Буэнос-Айреса Буэнос-Айрес, Аргентина ATP International $380,000 — Грунт — 32S/16D Турнир 2003 | Себастьян Прието Мариано Худ 6-2, 6-2                                                                           | Лукас Арнольд Кер Давид Налбандян                                                 |
| 17 февраля  | Kroger St. Jude International Мемфис, США ATP International Series Gold $690,000 — Хард (зал) — 32S/16D Турнир 2003 | Тейлор Дент 6-1, 6-4                                                                                            | Энди Роддик                                                                       |
| 17 февраля  | Kroger St. Jude International Мемфис, США ATP International Series Gold $690,000 — Хард (зал) — 32S/16D Турнир 2003 | Даниэль Нестор Марк Ноулз 6-2, 7-6(3)                                                                           | Боб Брайан Майк Брайан                                                            |
| 17 февраля  | ABN AMRO World Tennis Tournament Роттердам, Нидерланды ATP International Series Gold $800,000 — Хард (зал) — 32S/16D Турнир 2003 | Максим Мирный 7-6(3), 6-4                                                                                       | Рамон Слёйтер                                                                     |
| 17 февраля  | ABN AMRO World Tennis Tournament Роттердам, Нидерланды ATP International Series Gold $800,000 — Хард (зал) — 32S/16D Турнир 2003 | Уэйн Артурс Пол Хенли 7-6(4), 6-2                                                                               | Максим Мирный Роджер Федерер                                                      |
| 24 февраля  | Открытый чемпионат Мексики Акапулько, Мексика ATP International Series Gold $690,000 — Грунт — 32S/16D Турнир 2003 | Агустин Кальери 7-5, 3-6, 6-3                                                                                   | Мариано Сабалета                                                                  |
| 24 февраля  | Открытый чемпионат Мексики Акапулько, Мексика ATP International Series Gold $690,000 — Грунт — 32S/16D Турнир 2003 | Даниэль Нестор Марк Ноулз 6-3, 6-3                                                                              | Фернандо Висенте Давид Феррер                                                     |
| 24 февраля  | Теннисный чемпионат Дубая Дубай, ОАЭ ATP International Series Gold $1,000,000 — Хард — 32S/16D Турнир 2003 | Роджер Федерер 6-1, 7-6(2)                                                                                      | Иржи Новак                                                                        |
| 24 февраля  | Теннисный чемпионат Дубая Дубай, ОАЭ ATP International Series Gold $1,000,000 — Хард — 32S/16D Турнир 2003 | Леандер Паес Давид Рикл 6-3, 6-0                                                                                | Уэйн Блэк Кевин Ульетт                                                            |
| 24 февраля  | Открытый чемпионат Копенгагена Копенгаген, Дания ATP International $380,000 — Хард (зал) — 32S/16D Турнир 2003 | Кароль Кучера 7-6(4), 6-4                                                                                       | Оливье Рохус                                                                      |
| 24 февраля  | Открытый чемпионат Копенгагена Копенгаген, Дания ATP International $380,000 — Хард (зал) — 32S/16D Турнир 2003 | Павел Визнер Томаш Цибулец 7-5, 5-7, 6-2                                                                        | Михаэль Кольманн Юлиан Ноул                                                       |

### Март
| Дата начала | Турнир | Чемпионы (Счёт финала)                                           | Финалисты                                  |
| ----------- | --- | ---------------------------------------------------------------- | ------------------------------------------ |
| 3 марта     | Международный теннисный чемпионат в Делрей-Бич Делрей-Бич, США ATP International $380,000 — Хард — 32S/16D Турнир 2003                            | Ян-Майкл Гэмбилл 6-0, 7-6(5)                                     | Марди Фиш                                  |
| 3 марта     | Международный теннисный чемпионат в Делрей-Бич Делрей-Бич, США ATP International $380,000 — Хард — 32S/16D Турнир 2003                            | Ненад Зимонич Леандер Паес 7-5, 3-6, 7-5                         | Мартин Веркерк Рамон Слёйтер               |
| 3 марта     | Franklin Templeton Tennis Classic Скоттсдейл, США ATP International $380,000 — Хард — 32S/16D Турнир 2003                                         | Ллейтон Хьюитт 6-4, 6-4                                          | Марк Филиппуссис                           |
| 3 марта     | Franklin Templeton Tennis Classic Скоттсдейл, США ATP International $380,000 — Хард — 32S/16D Турнир 2003                                         | Джеймс Блейк Марк Мерклейн 6-4, 6-7(2), 7-6(5)                   | Ллейтон Хьюитт Марк Филиппуссис            |
| 10 марта    | Pacific Life Open Индиан-Уэллс, США ATP Masters $2,450,000 — Хард — 96S/32D Одиночный турнир — Парный турнир                                      | Ллейтон Хьюитт 6-1, 6-1                                          | Густаво Куэртен                            |
| 10 марта    | Pacific Life Open Индиан-Уэллс, США ATP Masters $2,450,000 — Хард — 96S/32D Одиночный турнир — Парный турнир                                      | Евгений Кафельников Уэйн Феррейра 3-6, 7-5, 6-4                  | Боб Брайан Майк Брайан                     |
| 17 марта    | NASDAQ-100 Open Майами, США ATP Masters $3,250,000 — Хард — 96S/32D Одиночный турнир — Парный турнир                                              | Андре Агасси 6-3, 6-3                                            | Карлос Мойя                                |
| 17 марта    | NASDAQ-100 Open Майами, США ATP Masters $3,250,000 — Хард — 96S/32D Одиночный турнир — Парный турнир                                              | Максим Мирный Роджер Федерер 7-5, 6-3                            | Леандер Паес Давид Рикл                    |
| 31 марта    | Кубок Дэвиса. 2003. 1/4 финала Тулуза, Франция — Хард (зал) Мальмё, Швеция — Хард (зал) Валенсия, Испания — Грунт Буэнос-Айрес, Аргентина — Грунт | Победители Швейцария 3-2 Австралия 5-0 Испания 5-0 Аргентина 5-0 | Проигравшие Франция Швеция Хорватия Россия |

### Апрель
| Дата начала | Турнир | Чемпионы (Счёт финала)                         | Финалисты                       |
| ----------- | --- | ---------------------------------------------- | ------------------------------- |
| 7 апреля    | Гран-при Хасана II Касабланка, Марокко ATP International $400,000 — Грунт — 32S/16D Турнир 2003                                     | Жюльен Бутте 6-2, 2-6, 6-1                     | Юнес эль-Айнауи                 |
| 7 апреля    | Гран-при Хасана II Касабланка, Марокко ATP International $400,000 — Грунт — 32S/16D Турнир 2003                                     | Леош Фридль Франтишек Чермак 6-3, 7-5          | Девин Боуэн Эшли Фишер          |
| 7 апреля    | Открытый чемпионат Эшторила Оэйраш, Португалия ATP International $525,000 — Грунт — 32S/16D Турнир 2003                             | Николай Давыденко 6-4, 6-3                     | Агустин Кальери                 |
| 7 апреля    | Открытый чемпионат Эшторила Оэйраш, Португалия ATP International $525,000 — Грунт — 32S/16D Турнир 2003                             | Махеш Бхупати Максим Мирный 6-1, 6-2           | Лукас Арнольд Кер Мариано Худ   |
| 14 апреля   | Masters Series Monte-Carlo Рокебрюн — Кап-Мартен, Франция ATP Masters $2,450,000 — Грунт — 64S/24D Одиночный турнир — Парный турнир | Хуан Карлос Ферреро 6-2, 6-2                   | Гильермо Кориа                  |
| 14 апреля   | Masters Series Monte-Carlo Рокебрюн — Кап-Мартен, Франция ATP Masters $2,450,000 — Грунт — 64S/24D Одиночный турнир — Парный турнир | Махеш Бхупати Максим Мирный 6-4 3-6 7-6(6)     | Микаэль Льодра Фабрис Санторо   |
| 21 апреля   | Приз графа Годо Барселона, Испания ATP International Series Gold $1,000,000 — Грунт — 56S/28D Турнир 2003                           | Карлос Мойя 5-7, 6-2, 6-2, 3-0 — отказ         | Марат Сафин                     |
| 21 апреля   | Приз графа Годо Барселона, Испания ATP International Series Gold $1,000,000 — Грунт — 56S/28D Турнир 2003                           | Боб Брайан Майк Брайан 6-4, 6-3                | Робби Кёниг Крис Хаггард        |
| 21 апреля   | Грунтовый чемпионат США Хьюстон, США ATP International $380,000- Грунт — 32S/16D Турнир 2003                                        | Андре Агасси 3-6, 6-3, 6-4                     | Энди Роддик                     |
| 21 апреля   | Грунтовый чемпионат США Хьюстон, США ATP International $380,000- Грунт — 32S/16D Турнир 2003                                        | Даниэль Нестор Марк Ноулз 6-4, 6-3             | Ян-Майкл Гэмбилл Грейдон Оливер |
| 28 апреля   | Открытый чемпионат Валенсии Валенсия, Испания ATP International $400,000 — Грунт — 32S/16D Турнир 2003                              | Хуан Карлос Ферреро 6-2, 6-4                   | Кристоф Рохус                   |
| 28 апреля   | Открытый чемпионат Валенсии Валенсия, Испания ATP International $400,000 — Грунт — 32S/16D Турнир 2003                              | Лукас Арнольд Кер Мариано Худ 6-1, 6-7(7), 6-4 | Брайан Макфи Ненад Зимонич      |
| 28 апреля   | BMW Open Мюнхен, Германия ATP International $380,000 — Грунт — 32S/16D Турнир 2003                                                  | Роджер Федерер 6-1, 6-4                        | Яркко Ниеминен                  |
| 28 апреля   | BMW Open Мюнхен, Германия ATP International $380,000 — Грунт — 32S/16D Турнир 2003                                                  | Уэйн Блэк Кевин Ульетт 6-3, 7-5                | Джошуа Игл Джаред Палмер        |

### Май
| Дата начала | Турнир | Чемпионы (Счёт финала)                           | Финалисты                        |
| ----------- | --- | ------------------------------------------------ | -------------------------------- |
| 6 мая       | Открытый чемпионат Италии Рим, Италия ATP Masters $2,450,000 — Грунт — 64S/24D Одиночный турнир — Парный турнир                                              | Феликс Мантилья 7-5, 6-2, 7-6(8)                 | Роджер Федерер                   |
| 6 мая       | Открытый чемпионат Италии Рим, Италия ATP Masters $2,450,000 — Грунт — 64S/24D Одиночный турнир — Парный турнир                                              | Уэйн Артурс Пол Хенли 6-1, 6-3                   | Микаэль Льодра Фабрис Санторо    |
| 12 мая      | Открытый чемпионат Германии Гамбург, Германия ATP Masters $2,450,000 — Грунт — 64S/24D Одиночный турнир — Парный турнир                                      | Гильермо Кориа 6-3, 6-4, 6-4                     | Агустин Кальери                  |
| 12 мая      | Открытый чемпионат Германии Гамбург, Германия ATP Masters $2,450,000 — Грунт — 64S/24D Одиночный турнир — Парный турнир                                      | Даниэль Нестор Марк Ноулз 6-4, 7-6(10)           | Махеш Бхупати Максим Мирный      |
| 19 мая      | Командный кубок мира Дюссельдорф, Германия Командный турнир $1,850,000 — Грунт — 8 команд (Группа) Турнир 2003                                               | Чили · 2-1                                       | Чехия                            |
| 19 мая      | International Raiffeisen Grand Prix Санкт-Пёльтен, Австрия ATP International $380,000 — Грунт — 32S/16D Турнир 2003                                          | Энди Роддик 6-3, 6-2                             | Николай Давыденко                |
| 19 мая      | International Raiffeisen Grand Prix Санкт-Пёльтен, Австрия ATP International $380,000 — Грунт — 32S/16D Турнир 2003                                          | Симон Аспелин Массимо Бертолини 6-4, 6-7(8), 6-3 | Ненад Зимонич Саргис Саргсян     |
| 24 мая      | Открытый чемпионат Франции Париж, Франция Турнир Большого шлема $7,202,717 — Грунт — 128S/128Q/64D/32X Одиночный турнир — Парный турнир Турнир смешанных пар | Хуан Карлос Ферреро 6-1, 6-3, 6-2                | Мартин Веркерк                   |
| 24 мая      | Открытый чемпионат Франции Париж, Франция Турнир Большого шлема $7,202,717 — Грунт — 128S/128Q/64D/32X Одиночный турнир — Парный турнир Турнир смешанных пар | Боб Брайан Майк Брайан 7-6(3), 6-3               | Евгений Кафельников Паул Хархёйс |
| 24 мая      | Открытый чемпионат Франции Париж, Франция Турнир Большого шлема $7,202,717 — Грунт — 128S/128Q/64D/32X Одиночный турнир — Парный турнир Турнир смешанных пар | Майк Брайан Лиза Реймонд 6-3, 6-4                | Махеш Бхупати Елена Лиховцева    |

### Июнь
| Дата начала | Турнир | Чемпионы (Счёт финала)                             | Финалисты                    |
| ----------- | --- | -------------------------------------------------- | ---------------------------- |
| 9 июня      | Stella Artois Championships Лондон, Великобритания ATP International $800,000 — Трава — 56S/24D Турнир 2003                                                       | Энди Роддик 6-3, 6-3                               | Себастьян Грожан             |
| 9 июня      | Stella Artois Championships Лондон, Великобритания ATP International $800,000 — Трава — 56S/24D Турнир 2003                                                       | Даниэль Нестор Марк Ноулз 5-7, 6-4, 7-6(3)         | Махеш Бхупати Максим Мирный  |
| 9 июня      | Gerry Weber Open Халле, Германия ATP International $775,000 — Трава — 32S/16D Турнир 2003                                                                         | Роджер Федерер 6-1, 6-3                            | Николас Кифер                |
| 9 июня      | Gerry Weber Open Халле, Германия ATP International $775,000 — Трава — 32S/16D Турнир 2003                                                                         | Йонас Бьоркман Тодд Вудбридж 6-3, 6-4              | Мартин Дамм Цирил Сук        |
| 16 июня     | Samsung Open Ноттингем, Великобритания ATP International $380,000 — Трава — 32S/16D Турнир 2003                                                                   | Грег Руседски 6-3, 6-2                             | Марди Фиш                    |
| 16 июня     | Samsung Open Ноттингем, Великобритания ATP International $380,000 — Трава — 32S/16D Турнир 2003                                                                   | Боб Брайан Майк Брайан 7-6(3), 4-6, 7-6(4)         | Джошуа Игл Джаред Палмер     |
| 16 июня     | Чемпионат Росмалена Хертогенбос, Нидерланды ATP International $380,000 — Трава — 32S/16D Турнир 2003                                                              | Шенг Схалкен 6-3, 6-4                              | Арно Клеман                  |
| 16 июня     | Чемпионат Росмалена Хертогенбос, Нидерланды ATP International $380,000 — Трава — 32S/16D Турнир 2003                                                              | Мартин Дамм Цирил Сук 7-5, 7-6(4)                  | Дональд Джонсон Леандер Паес |
| 23 июня     | Уимблдонский турнир Лондон, Великобритания Турнир Большого шлема $7,229,232 — Трава — 128S/128Q/64D/16Q/48X Одиночный турнир — Парный турнир Турнир смешанных пар | Роджер Федерер 7-6(5), 6-2, 7-6(3)                 | Марк Филиппуссис             |
| 23 июня     | Уимблдонский турнир Лондон, Великобритания Турнир Большого шлема $7,229,232 — Трава — 128S/128Q/64D/16Q/48X Одиночный турнир — Парный турнир Турнир смешанных пар | Йонас Бьоркман Тодд Вудбридж 3-6, 6-3, 7-6(4), 6-3 | Махеш Бхупати Максим Мирный  |
| 23 июня     | Уимблдонский турнир Лондон, Великобритания Турнир Большого шлема $7,229,232 — Трава — 128S/128Q/64D/16Q/48X Одиночный турнир — Парный турнир Турнир смешанных пар | Леандер Паес Мартина Навратилова 6-3, 6-3          | Энди Рам Анастасия Родионова |

### Июль
| Дата начала | Турнир | Чемпионы (Счёт финала)                                | Финалисты                        |
| ----------- | --- | ----------------------------------------------------- | -------------------------------- |
| 7 июля      | Открытый чемпионат Швеции Бостад, Швеция ATP International $380,000 — Грунт — 32S/16D Турнир 2003                 | Мариано Сабалета 6-3, 6-4                             | Николас Лапентти                 |
| 7 июля      | Открытый чемпионат Швеции Бостад, Швеция ATP International $380,000 — Грунт — 32S/16D Турнир 2003                 | Симон Аспелин Массимо Бертолини 6-7(3), 6-0, 6-4      | Лукас Арнольд Кер Мариано Худ    |
| 7 июля      | Suisse Open Gstaad Гштад, Швейцария ATP International $550,000 — Грунт — 32S/16D Турнир 2003                      | Иржи Новак 5-7, 6-3, 6-3, 1-6, 6-3                    | Роджер Федерер                   |
| 7 июля      | Suisse Open Gstaad Гштад, Швейцария ATP International $550,000 — Грунт — 32S/16D Турнир 2003                      | Леандер Паес Давид Рикл 6-3, 6-3                      | Леош Фридль Франтишек Чермак     |
| 7 июля      | Hall of Fame Tennis Championships Ньюпорт, США ATP International $380,000 — Трава — 32S/16D Турнир 2003           | Робби Джинепри 6-4, 6-7(3), 6-1                       | Юрген Мельцер                    |
| 7 июля      | Hall of Fame Tennis Championships Ньюпорт, США ATP International $380,000 — Трава — 32S/16D Турнир 2003           | Джордан Керр Дэвид Макферсон 7-6(4), 6-3              | Юрген Мельцер Юлиан Ноул         |
| 14 июля     | Открытый чемпионат Нидерландов Амерсфорт, Нидерланды ATP International $380,000 — Грунт — 32S/16D Турнир 2003     | Николас Массу 6-4), 7-6(3), 6-2                       | Рамон Слёйтер                    |
| 14 июля     | Открытый чемпионат Нидерландов Амерсфорт, Нидерланды ATP International $380,000 — Грунт — 32S/16D Турнир 2003     | Девин Боуэн Эшли Фишер 6-0, 6-4                       | Андре Са Крис Хаггард            |
| 14 июля     | Mercedes Cup Штутгарт, Германия ATP International Series Gold $765,000 — Грунт — 48S/16D Турнир 2003              | Гильермо Кориа 6-2, 6-2, 6-1                          | Томми Робредо                    |
| 14 июля     | Mercedes Cup Штутгарт, Германия ATP International Series Gold $765,000 — Грунт — 48S/16D Турнир 2003              | Павел Визнер Томаш Цибулец 3-6, 6-3, 6-4              | Евгений Кафельников Кевин Ульетт |
| 21 июля     | RCA Championships Индианаполис, США ATP International $600,000 — Хард — 48S/16D Турнир 2003                       | Энди Роддик 7-6(2), 6-4                               | Парадорн Шричапан                |
| 21 июля     | RCA Championships Индианаполис, США ATP International $600,000 — Хард — 48S/16D Турнир 2003                       | Марио Анчич Энди Рам 2-6, 7-6(3), 7-5                 | Диего Айяла Робби Джинепри       |
| 21 июля     | Открытый чемпионат Австрии Кицбюэль, Австрия ATP International Series Gold $925,000 — Грунт — 48S/16D Турнир 2003 | Гильермо Кориа 6-1, 6-4, 6-2                          | Николас Массу                    |
| 21 июля     | Открытый чемпионат Австрии Кицбюэль, Австрия ATP International Series Gold $925,000 — Грунт — 48S/16D Турнир 2003 | Мартин Дамм Цирил Сук 6-4, 6-4                        | Юрген Мельцер Александр Пейя     |
| 21 июля     | Открытый чемпионат Хорватии Умаг, Хорватия ATP International $400,000 — Грунт — 32S/16D Турнир 2003               | Карлос Мойя 6-4, 3-6, 7-5                             | Филиппо Воландри                 |
| 21 июля     | Открытый чемпионат Хорватии Умаг, Хорватия ATP International $400,000 — Грунт — 32S/16D Турнир 2003               | Алекс Лопес Морон Рафаэль Надаль 6-1, 6-3             | Тодд Перри Томас Симада          |
| 28 июля     | Legg Mason Tennis Classic Вашингтон, США ATP International $600,000 — Хард — 32S/16D Турнир 2003                  | Тим Хенмен 6-3, 6-4                                   | Фернандо Гонсалес                |
| 28 июля     | Legg Mason Tennis Classic Вашингтон, США ATP International $600,000 — Хард — 32S/16D Турнир 2003                  | Евгений Кафельников Саргис Саргсян 7-5, 4-6, 6-2      | Крис Хаггард Пол Хенли           |
| 28 июля     | Mercedes-Benz Cup Лос-Анджелес, США ATP International $380,000 — Хард — 32S/16D Турнир 2003                       | Уэйн Феррейра 6-3, 4-6, 7-5                           | Ллейтон Хьюитт                   |
| 28 июля     | Mercedes-Benz Cup Лос-Анджелес, США ATP International $380,000 — Хард — 32S/16D Турнир 2003                       | Ян-Майкл Гэмбилл Трэвис Пэрротт 6-4, 3-6, 7-5         | Джошуа Игл Шенг Схалкен          |
| 28 июля     | Idea Prokom Open Сопот, Польша ATP International $500,000 — Грунт — 32S/16D Турнир 2003                           | Гильермо Кориа 7-5, 6-1                               | Давид Феррер                     |
| 28 июля     | Idea Prokom Open Сопот, Польша ATP International $500,000 — Грунт — 32S/16D Турнир 2003                           | Марцин Матковский Мариуш Фирстенберг 6-4, 6-7(7), 6-3 | Леош Фридль Франтишек Чермак     |

### Август
| Дата начала | Турнир | Чемпионы (Счёт финала)                         | Финалисты                        |
| ----------- | --- | ---------------------------------------------- | -------------------------------- |
| 4 августа   | Rogers Cup Монреаль, Канада ATP Masters $2,450,000 — Хард — 64S/24D Одиночный турнир — Парный турнир                                                   | Энди Роддик 6-1, 6-3                           | Давид Налбандян                  |
| 4 августа   | Rogers Cup Монреаль, Канада ATP Masters $2,450,000 — Хард — 64S/24D Одиночный турнир — Парный турнир                                                   | Махеш Бхупати Максим Мирный 6-3, 7-6(4)        | Йонас Бьоркман Тодд Вудбридж     |
| 11 августа  | Cincinnati Masters Цинциннати, США ATP Masters $2,450,000 — Хард — 64S/24D Одиночный турнир — Парный турнир                                            | Энди Роддик 4-6, 7-6(3), 7-6(4)                | Марди Фиш                        |
| 11 августа  | Cincinnati Masters Цинциннати, США ATP Masters $2,450,000 — Хард — 64S/24D Одиночный турнир — Парный турнир                                            | Боб Брайан Майк Брайан 7-5, 7-6(5)             | Уэйн Артурс Пол Хенли            |
| 18 августа  | TD Waterhouse Cup Лонг-Айленд, США ATP International $380,000 — Хард — 32S/16D Турнир 2003                                                             | Парадорн Шричапан 6-2, 6-4                     | Джеймс Блейк                     |
| 18 августа  | TD Waterhouse Cup Лонг-Айленд, США ATP International $380,000 — Хард — 32S/16D Турнир 2003                                                             | Робби Кёниг Мартин Родригес 6-3, 7-6(4)        | Мартин Дамм Цирил Сук            |
| 25 августа  | Открытый чемпионат США Нью-Йорк, США Турнир Большого шлема $7,336,000 — Хард — 128S/128Q/64D/32X Одиночный турнир — Парный турнир Турнир смешанных пар | Энди Роддик 6-3, 7-6(2), 6-3                   | Хуан Карлос Ферреро              |
| 25 августа  | Открытый чемпионат США Нью-Йорк, США Турнир Большого шлема $7,336,000 — Хард — 128S/128Q/64D/32X Одиночный турнир — Парный турнир Турнир смешанных пар | Йонас Бьоркман Тодд Вудбридж 5-7, 6-0, 7-5     | Боб Брайан Майк Брайан           |
| 25 августа  | Открытый чемпионат США Нью-Йорк, США Турнир Большого шлема $7,336,000 — Хард — 128S/128Q/64D/32X Одиночный турнир — Парный турнир Турнир смешанных пар | Боб Брайан Катарина Среботник 5-7, 7-5, 7-6(5) | Даниэль Нестор Лина Красноруцкая |

### Сентябрь
| Дата начала | Турнир | Чемпионы (Счёт финала)                            | Финалисты                       |
| ----------- | --- | ------------------------------------------------- | ------------------------------- |
| 8 сентября  | Открытый чемпионат Румынии Бухарест, Румыния ATP International $380,000 — Грунт — 32S/16D Турнир 2003                 | Давид Санчес 6-2, 6-2                             | Николас Массу                   |
| 8 сентября  | Открытый чемпионат Румынии Бухарест, Румыния ATP International $380,000 — Грунт — 32S/16D Турнир 2003                 | Карстен Браш Саргис Саргсян 7-6(7), 6-2           | Симон Аспелин Джефф Кутзе       |
| 8 сентября  | Открытый чемпионат Бразилии Коста-ду-Сауипе, Бразилия ATP International $380,000 — Грунт — 32S/16D Турнир 2003        | Шенг Схалкен 6-2, 6-4                             | Райнер Шуттлер                  |
| 8 сентября  | Открытый чемпионат Бразилии Коста-ду-Сауипе, Бразилия ATP International $380,000 — Грунт — 32S/16D Турнир 2003        | Тодд Перри Томас Симада 6-2, 6-4                  | Марк Мерклейн Скот Хамфрис      |
| 15 сентября | Кубок Дэвиса 2003. 1/2 финала Мельбурн, Австралия — Хард Малага, Испания — Грунт                                      | Победители Австралия 3-2 Испания 3-2              | Проигравшие Швейцария Аргентина |
| 22 сентября | Открытый чемпионат Таиланда Бангкок, Таиланд ATP International $525,000 — Хард (зал) — 32S/16D Турнир 2003            | Тейлор Дент 6-3, 7-6(5)                           | Хуан Карлос Ферреро             |
| 22 сентября | Открытый чемпионат Таиланда Бангкок, Таиланд ATP International $525,000 — Хард (зал) — 32S/16D Турнир 2003            | Энди Рам Йонатан Эрлих 6-3, 7-6(4)                | Эндрю Кратцман Яркко Ниеминен   |
| 22 сентября | Международный теннисный чемпионат на Сицилии Палермо, Италия ATP International $380,000 — Грунт — 32S/16D Турнир 2003 | Николас Массу 1-6, 6-2, 7-6(0)                    | Поль-Анри Матьё                 |
| 22 сентября | Международный теннисный чемпионат на Сицилии Палермо, Италия ATP International $380,000 — Грунт — 32S/16D Турнир 2003 | Лукас Арнольд Кер Мариано Худ 7-6(6), 6-7(3), 6-3 | Леош Фридль Франтишек Чермак    |
| 22 сентября | Открытый чемпионат Шанхая Шанхай, Китай ATP International $380,000 — Хард — 32S/16D Турнир 2003                       | Марк Филиппуссис 6-2, 6-1                         | Иржи Новак                      |
| 22 сентября | Открытый чемпионат Шанхая Шанхай, Китай ATP International $380,000 — Хард — 32S/16D Турнир 2003                       | Уэйн Артурс Пол Хенли 6-2, 6-4                    | Цзу Бэньцян Цзэн Шаосюань       |
| 29 сентября | Open de Moselle Мец, Франция ATP International $380,000 — Хард (зал) — 32S/16D Турнир 2003                            | Арно Клеман 6-3, 1-6, 6-3                         | Фернандо Гонсалес               |
| 29 сентября | Open de Moselle Мец, Франция ATP International $380,000 — Хард (зал) — 32S/16D Турнир 2003                            | Жюльен Беннето Николя Маю 7-6(2), 6-3             | Микаэль Льодра Фабрис Санторо   |
| 29 сентября | Кубок Кремля Москва, Россия ATP International $1,000,000 — Ковёр (зал) — 32S/16D Турнир 2003                          | Тейлор Дент 7-6(5), 6-4                           | Саргис Саргсян                  |
| 29 сентября | Кубок Кремля Москва, Россия ATP International $1,000,000 — Ковёр (зал) — 32S/16D Турнир 2003                          | Махеш Бхупати Максим Мирный 6-3, 7-5              | Уэйн Блэк Кевин Ульетт          |
| 29 сентября | Открытый чемпионат Японии Токио, Япония ATP International Series Gold $690,000 — Хард — 48S/16D Турнир 2003           | Райнер Шуттлер 7-6(5), 6-2                        | Себастьян Грожан                |
| 29 сентября | Открытый чемпионат Японии Токио, Япония ATP International Series Gold $690,000 — Хард — 48S/16D Турнир 2003           | Джастин Гимелстоб Николас Кифер 6-7(6) 6-3 7-6(4) | Марк Мерклейн Скот Хамфрис      |

### Октябрь
| Дата начала | Турнир | Чемпионы (Счёт финала)                    | Финалисты                       |
| ----------- | --- | ----------------------------------------- | ------------------------------- |
| 6 октября   | Открытый чемпионат Вены Вена, Австрия ATP International Series Gold $800,000 — Хард (зал) — 32S/16D Турнир 2003              | Роджер Федерер 6-3, 6-3, 6-3              | Карлос Мойя                     |
| 6 октября   | Открытый чемпионат Вены Вена, Австрия ATP International Series Gold $800,000 — Хард (зал) — 32S/16D Турнир 2003              | Ив Аллегро Роджер Федерер 7-6(7), 7-5     | Махеш Бхупати Максим Мирный     |
| 6 октября   | Гран-при Лиона Лион, Франция ATP International $765,000 — Ковёр (зал) — 32S/16D Турнир 2003                                  | Райнер Шуттлер 7-5, 6-3                   | Арно Клеман                     |
| 6 октября   | Гран-при Лиона Лион, Франция ATP International $765,000 — Ковёр (зал) — 32S/16D Турнир 2003                                  | Энди Рам Йонатан Эрлих 6-1, 6-3           | Жюльен Беннето Николя Маю       |
| 13 октября  | Masters Series Madrid Мадрид, Испания ATP Masters $2,240,000 — Хард (зал) — 48S/24D Одиночный турнир — Парный турнир         | Хуан Карлос Ферреро 6-3, 6-4, 6-3         | Николас Массу                   |
| 13 октября  | Masters Series Madrid Мадрид, Испания ATP Masters $2,240,000 — Хард (зал) — 48S/24D Одиночный турнир — Парный турнир         | Махеш Бхупати Максим Мирный 6-2, 2-6, 6-3 | Уэйн Блэк Кевин Ульетт          |
| 20 октября  | Davidoff Swiss Indoors Базель, Швейцария ATP International $1,000,000 — Ковёр (зал) — 32S/16D Турнир 2003                    | Гильермо Кориа Без игры                   | Давид Налбандян                 |
| 20 октября  | Davidoff Swiss Indoors Базель, Швейцария ATP International $1,000,000 — Ковёр (зал) — 32S/16D Турнир 2003                    | Даниэль Нестор Марк Ноулз 6-4, 6-2        | Лукас Арнольд-Кер Мариано Худ   |
| 20 октября  | Открытый чемпионат Санкт-Петербурга Санкт-Петербург, Россия ATP International $1,000,000 — Ковёр (зал) — 32S/16D Турнир 2003 | Густаво Куэртен 6-4, 6-3                  | Саргис Саргсян                  |
| 20 октября  | Открытый чемпионат Санкт-Петербурга Санкт-Петербург, Россия ATP International $1,000,000 — Ковёр (зал) — 32S/16D Турнир 2003 | Ненад Зимонич Юлиан Ноул 7-6(1), 6-3      | Михаэль Кольманн Райнер Шуттлер |
| 20 октября  | Открытый чемпионат Стокгольма Стокгольм, Швеция ATP International $650,000 — Хард (зал) — 32S/16D Турнир 2003                | Марди Фиш 7-5, 3-6, 7-6(4)                | Робин Сёдерлинг                 |
| 20 октября  | Открытый чемпионат Стокгольма Стокгольм, Швеция ATP International $650,000 — Хард (зал) — 32S/16D Турнир 2003                | Йонас Бьоркман Тодд Вудбридж 6-3, 6-4     | Уэйн Артурс Пол Хенли           |
| 27 октября  | BNP Paribas Masters Париж, Франция ATP Masters $2,240,000 — Ковёр (зал) — 48S/24D Одиночный турнир — Парный турнир           | Тим Хенмен 6-2, 7-6(6), 7-6(2)            | Андрей Павел                    |
| 27 октября  | BNP Paribas Masters Париж, Франция ATP Masters $2,240,000 — Ковёр (зал) — 48S/24D Одиночный турнир — Парный турнир           | Уэйн Артурс Пол Хенли 6-3, 1-6, 6-3       | Микаэль Льодра Фабрис Санторо   |

### Ноябрь
| Дата начала | Турнир | Чемпионы (Счёт финала)                               | Финалисты                     |
| ----------- | --- | ---------------------------------------------------- | ----------------------------- |
| 10 ноября   | Tennis Masters Cup Хьюстон, США Кубок Мастерс $3,700,000 — Хард — 8S/8D (Группа) Одиночный турнир — Парный турнир | Роджер Федерер 6-3, 6-0, 6-4                         | Андре Агасси                  |
| 10 ноября   | Tennis Masters Cup Хьюстон, США Кубок Мастерс $3,700,000 — Хард — 8S/8D (Группа) Одиночный турнир — Парный турнир | Боб Брайан Майк Брайан 6-7(6), 6-3, 3-6, 7-6(3), 6-4 | Микаэль Льодра Фабрис Санторо |
| 24 ноября   | Кубок Дэвиса 2003. Финал Мельбурн, Австралия — Трава                                                              | Австралия 3-1                                        | Испания                       |

## Рейтинг ATP

### Одиночный рейтинг
| по данным на 29 декабря 2003 | по данным на 29 декабря 2003 | по данным на 29 декабря 2003 | по данным на 29 декабря 2003 | по данным на 29 декабря 2003 |
| Поз.                         | Теннисист                    | Очки                         | 2002                         | +/-                          |
| ---------------------------- | ---------------------------- | ---------------------------- | ---------------------------- | ---------------------------- |
| 1                            | Энди Роддик                  | 4535                         | 10                           | ▲ 9                          |
| 2                            | Роджер Федерер               | 4375                         | 6                            | ▲ 4                          |
| 3                            | Хуан Карлос Ферреро          | 4205                         | 4                            | ▲ 1                          |
| 4                            | Андре Агасси                 | 3425                         | 2                            | ▼ 2                          |
| 5                            | Гильермо Кориа               | 3330                         | 45                           | ▲ 40                         |
| 6                            | Райнер Шуттлер               | 3205                         | 33                           | ▲ 27                         |
| 7                            | Карлос Мойя                  | 2280                         | 5                            | ▼ 2                          |
| 8                            | Давид Налбандян              | 2060                         | 12                           | ▲ 4                          |
| 9                            | Марк Филиппуссис             | 1615                         | 80                           | ▲ 71                         |
| 10                           | Себастьян Грожан             | 1610                         | 17                           | ▲ 7                          |
| 11                           | Парадорн Шричапан            | 1595                         | 16                           | ▲ 5                          |
| 12                           | Николас Массу                | 1559                         | 56                           | ▲ 44                         |
| 13                           | Иржи Новак                   | 1510                         | 7                            | ▼ 6                          |
| 14                           | Юнес эль-Айнауи              | 1480                         | 22                           | ▲ 8                          |
| 15                           | Тим Хенмен                   | 1480                         | 8                            | ▼ 7                          |
| 16                           | Густаво Куэртен              | 1470                         | 37                           | ▲ 21                         |
| 17                           | Ллейтон Хьюитт               | 1450                         | 1                            | ▼ 16                         |
| 18                           | Шенг Схалкен                 | 1445                         | 20                           | ▲ 2                          |
| 19                           | Мартин Веркерк               | 1425                         | 86                           | ▲ 67                         |
| 20                           | Марди Фиш                    | 1300                         | 84                           | ▲ 64                         |

### Парный рейтинг (Игроки)
| по данным на 15 декабря 2003 | по данным на 15 декабря 2003 | по данным на 15 декабря 2003 | по данным на 15 декабря 2003 | по данным на 15 декабря 2003 |
| Поз.                         | Теннисист                    | Очки                         | 2002                         | +/-                          |
| ---------------------------- | ---------------------------- | ---------------------------- | ---------------------------- | ---------------------------- |
| 1                            | Максим Мирный                | 4775                         | 3                            | ▲ 2                          |
| 2                            | Боб Брайан                   | 4510                         | 8                            | ▲ 6                          |
| 2                            | Майк Брайан                  | 4510                         | 7                            | ▲ 5                          |
| 4                            | Махеш Бхупати                | 4390                         | 4                            | ▬                            |
| 5                            | Тодд Вудбридж                | 4220                         | 5                            | ▬                            |
| 6                            | Йонас Бьоркман               | 4045                         | 6                            | ▬                            |
| 7                            | Даниэль Нестор               | 3950                         | 2                            | ▼ 5                          |
| 8                            | Марк Ноулз                   | 3950                         | 1                            | ▼ 7                          |
| 9                            | Фабрис Санторо               | 3595                         | 18                           | ▲ 9                          |
| 10                           | Пол Хенли                    | 3555                         | 53                           | ▲ 43                         |
| 11                           | Уэйн Артурс                  | 3390                         | 47                           | ▲ 36                         |
| 12                           | Микаэль Льодра               | 3285                         | 28                           | ▲ 16                         |
| 13                           | Леандер Паес                 | 2895                         | 33                           | ▲ 20                         |
| 14                           | Давид Рикл                   | 2875                         | 20                           | ▲ 6                          |
| 15                           | Мартин Дамм                  | 2605                         | 12                           | ▼ 3                          |
| 16                           | Цирил Сук                    | 2605                         | 14                           | ▼ 2                          |
| 17                           | Евгений Кафельников          | 2380                         | 15                           | ▼ 2                          |
| 18                           | Кевин Ульетт                 | 2185                         | 11                           | ▼ 7                          |
| 19                           | Мартин Родригес              | 2045                         | 57                           | ▲ 38                         |
| 20                           | Мариано Худ                  | 1930                         | 73                           | ▲ 53                         |